# 乜代宗師
《乜代宗師》是黃子華第二部自編自導自演的電影，《一蚊雞保鏢》相隔18年後自己作品，亦都是自己投資（出品人）的電影，於2020年1月23日上映的香港電影，並由黃子華、劉心悠主演。此電影商標為「黃子華電影」。

## 劇情簡介
馬飛龍 ( 黃子華飾 ) 是馬家雷拳第十九代傳人，以一代宗師自居。豈料一次於街頭眾目睽睽下被一名女途人擊倒。片段在網絡上瘋傳，並淪為全球笑柄，一夜之間一代宗師淪為「乜代宗師」。後來飛龍從記者口中得知女途人大有來頭。原來她是香港西洋拳壇傳奇人物，曾經擁有四十場不敗紀錄的奇女子 — 陳真 ( 劉心悠飾 ) ！飛龍為了挽回聲譽，向真下戰書，在擂台上與她一決高下。與此同時，飛龍前妻阿媚 ( 周家怡飾 ) 多次把飛龍玩弄於股掌之中，令飛龍深受打擊，無法集中精神應戰。面對大限將至，飛龍該如何是好？

## 演員表
| 演员     | 角色              | 簡介                                                                          |
| 黃子華   | 馬飛龍            | 馬家雷拳第十九代傳人 阿媚之前夫 陳真之死敵，後和好並成為其未婚夫 陳鐵心之學生 |
| 劉心悠   | 陳 真             | 香港西洋拳壇傳奇女性 曾有四十場不敗紀錄 馬飛龍之死敵，後和好並成為其未婚妻    |
| 許紹雄   | 陳鐵心            | 陳真之父親 陳鐵花之兄 曾患有中風，後康復 馬飛龍之師傅                         |
| 楊詩敏   | 花姑              | 陳鐵心之妹妹                                                                  |
| 阮文泰   | 小雲              | 馬飛龍之徒弟                                                                  |
| 周家怡   | 阿媚              | 馬飛龍之前妻                                                                  |
| 陳嘉佳   | Fitness Club 老闆 |                                                                               |
| 陳海寧   |                   | New TV 記者                                                                   |
| 羅天池   | 小玲              | 馬飛龍之徒弟                                                                  |
| 鄭詩君   | 彼德              | 陳真之學生                                                                    |
| 王菀之   | 三師叔            | 馬飛龍之師妹 (特別客串)                                                       |
| 陸永權   | 二師叔            | 馬飛龍之師弟 (特別客串)                                                       |
| 翟凱泰   |                   | 拳賽旁述 (特別客串)                                                           |
| 鄧智堅   |                   | 拳證 (特別客串)                                                               |
| 梁博恩   | 拳王德            |                                                                               |
| 石嶌良一 | 檜門              |                                                                               |

## 電影歌曲
| 曲別   | 歌名     | 演唱者       | 作詞 | 作曲 | 編曲             | 監制            |
| 主題曲 | 上善若水 | 黃子華、農夫 | 農夫 | C君  | C君、 咖啡因公園 | C君、Randy Chow |

## 製作
黃子華原本要拍另一部具武打元素的文藝片，女主角也早已選定為劉心悠，但因故未開拍即取消計劃，並解散劇組。黃子華看劉心悠已訓練武打半年，甚至負傷，非常感動，便向她承諾無論如何一定會拍，同時跟製片鍾繼昌講，如果20天內可以編出一個劇本，並將武打元素納入，便如期開拍，不成再取消，最後在第19天完成劇本並如期開拍
。

## 票房
本片上映三天，票房累計衝破一千萬。
28號單日票房收$2,627,328，累積6日票房為$23,093,656。最後累積票房2,945萬元票房，成今年上半年香港電影累積票房冠軍。黃子華自資約1800萬拍戲，由於票房達不到4000萬，電影仍會蝕本。
| 上一届： 《1917：逆戰救兵》 | 2020年香港一週票房冠軍 第4-5週 | 下一届： 《猛禽暴隊：解瘋小丑女》 |

## 記事
- 身材纖瘦的劉心悠為飾演陳真一角，為了生長肌肉，花了四個月時間進行地獄式鍛煉，甚至增磅十多磅。[6]

- 受香港政治風波（反修例運動）影響，網上發起「和你罷睇（看）」活動，號召於新年罷看內容涉紅色主旋律及有中國大陸資本參與的港產片。乜代宗師因電影部分內容於深圳拍攝而惹來合拍片嫌疑，另有媒體指黃子華個人收取鉅額片酬，並剝削製作人員，故應受到抵制。黃子華其後在個人Facebook發佈短片，指自己的確有壓低製作人員的薪酬，但自己亦分文不取，還要賣樓補貼，並表示電影並非合拍片，只是為了成本考慮，才選擇價格較低廉的深圳借廠拍攝－－乜代宗師「完全只是想拍給香港人看，是一套香港的電影」。[7]

- 及後，網民自發撐場，亦有食肆（黃店光榮飲食）包下旺角新寶戲院2020年1月22日晚上7點45分全場148個座位，請食客睇戲。[8]

## 獎項及提名
| 年份 | 颁奖典礼                       | 奖项           | 姓名   | 结果 |
| ---- | ------------------------------ | -------------- | ------ | ---- |
| 2021 | 第27屆香港電影評論學會大獎     | 最佳女演員     | 劉心悠 | 提名 |
| 2021 | 2020年度香港電影編劇家協會大奬 | 最佳角色演繹獎 | 劉心悠 | 提名 |
| 2021 | 2020年度香港電影編劇家協會大奬 | 最佳角色演繹獎 | 黃子華 | 提名 |